# ری کوان چام
ری کوان چام (انگلیسی: Ri Kwang-chon؛ زادهٔ ۴ سپتامبر ۱۹۸۵) یک بازیکن فوتبال اهل کره شمالی است.
وی همچنین در تیم‌های ملی فوتبال کره شمالی بازی کرده‌است.